# 加藤篤次
加藤 篤次（かとう とくじ、1948年11月6日 - ）は、日本の実業家。スターキャット・ケーブルネットワーク元社長。愛知県出身。

## 学歴
- 1972年　愛知大学文学部社会学科卒業。

## 経歴
- 1972年　中央広告社入社。
- 1975年　ヘラルド興業入社。
- 1990年　名古屋ケーブルネットワーク株式会社（現、スターキャット・ケーブルネットワーク）出向。
- 1991年　同社　取締役統括副本部長。
- 1999年　同社　常務取締役経営企画室長。
- 2005年　同社　常務取締役経営企画室担当。
- 2006年　同社　代表取締役社長。

## 経営戦略
- さまざまなコンテンツが乱立する昨今のメディア業界に立ち向かうために、同社は「地域密着」というケーブルテレビの原点に帰り、きめ細やかなサービスを心がけることにしている。

## 人物
- もともとマスコミ業界に関心があり、大学では社会学を専攻した。
- 学生時代はモダンジャズ研究会に所属し、マネジャーを務めていた。